# Sor Tequila (película de 1977)
Sor Tequila es una película mexicana de comedia de 1977, dirigida por Rogelio González y protagonizada por María Elena Velasco «La India María», Lucho Navarro y Flor Trujillo.

## Trama
Sor Tequila es una comedia mexicana que presenta las aventuras de Sor María Nicolasa, alias Sor Tequila, una monja india quien recibe el encargo de  su orden de presentarse en el pueblo de Tlacahuistla de Dos Santos para poner en orden una iglesia franciscana antes de su reapertura, lo que le genera un conflicto con el sacerdote jesuita del pueblo.

## Reparto
- María Elena Velasco «la India María» - Sor María Nicolasa (Sor Tequila).
- Lucho Navarro - Padre Domingo.
- Flor Trujillo - Patricia.
- Lupita Pallas - mamá de Patricia.
- José Raúl Ortíz - Raul Ortiz (Pancho).
- Jorge Lavat - Ingeniero Ignacio Mendoza.
- Jesús González Leal - Chis-Chas (Médico).
- Carlos Bravo y Fernández - Carlillos (Peluquero).
- Laila Buentello - Madre Vicaria.
- Tomás Fragoso
- Queta Lavat
- Federico González - Pasajero con cochino.
- Bernabé Palma - Dimas.